# Саша Станишић
Саша Станишић (Вишеград, 1978) је немачки писац пореклом из Босне и Херцеговине.

## Биографија
Рођен је 17. марта 1978. године у Вишеграду, Југославија. Отац му је Србин, а мајка Бошњакиња. У Немачку је дошао 1992. На хајделбершком универзитету студирао је њемачки језик и славистику. Једна његова прича ушла је у запажену антологију „Приче из Босне“, кратких приповједака младих БиХ германиста, написао је двије радио-драме, те многе приповетке и есеје.

## Како војник поправља грамофон (роман)
Радња романа „Како војник поправља грамофон“ одвија се, највећим дијелом, у његовом родном Вишеграду, у коме национална припадност постаје вреднија од хуманости, а и од љубави. У лоше време за све доброћудне људе. Рат је консеквентан, али ипак, крајње изненађујући врхунац овог „невремена“ које разара не само куће и мостове, него и Александрово детињство. Његова породица је приморана да бјежи из града и завршава у немачком егзилу. Из Њемачке, Александар пише писма у Вишеград, упућена Асији, девојчици у коју се заљубио у вртлогу рата. Асија не одговара, а Александар се мало помало навикава на нову средину и избјеглички живот. Десет година касније, Он први пут посјећује свој родни град, тражи изгубљену Асију и своје изгубљено детињство. Оно што га у садашњем Вишеграду чека је изван свих сећања.
Године 2019. добио је Немачку награду за књигу за свој роман Херкунфт. У свом прихваћеном говору Станишић је изразио одвратност одлуком Нобелове комисије да додијели Нобелову награду за књижевност за 2019. годину аустријском писцу Петеру Хандкеу. Станишић је критиковао Хандкеа због подршке српским националистима попут Слободана Милошевића.